# Liga Norte de rugby
La Liga Norte de rugby es una de las ligas regionales que conforman el tercer nivel del rugby en España, por debajo de la División de Honor B y la División de Honor B femenina. Es gestionada por la Federación de Rugby del Principado de Asturias y la Federación Cántabra de Rugby.

## Primera División
La categoría masculina está compuesta por un total de 10 equipos, cuyo máximo objetivo es ascender a División de Honor B.
Por otro lado, en la categoría femenina, hay un total de 8 equipos que buscan ascender a División de Honor B femenina.
Ninguna de las dos categorías tiene descenso directo ni partidos de promoción pues actualmente no existe una división menor.
Hasta hace unos años, la Liga Norte también estaba regulada por la Federación de Rugby de Castilla y León, por lo que se producían enfrentamientos entre equipos asturianos, cántabros y castellanoleoneses.

## Ascensos y descensos
Promoción de ascenso de los dos primeros clasificados de la Primera División a la División de Honor B y División de Honor B femenina.